# Marek Jeżabek
Marek Jeżabek (ur. 31 sierpnia 1952 w Nowym Sączu) – polski fizyk teoretyk, dyrektor Instytutu Fizyki Jądrowej im. Henryka Niewodniczańskiego PAN w Krakowie.

## Życiorys
Jest absolwentem I Liceum Ogólnokształcącego im. Jana Długosza w Nowym Sączu. W 1974 ukończył studia wyższe na Wydziale Fizyki Uniwersytetu Jagiellońskiego, tam w 1978 obronił także pracę doktorską. Od 1978 jest pracownikiem Instytutu Fizyki Jądrowej PAN w Krakowie, w 1988 otrzymał stopień naukowy doktora habilitowanego, w 1993 otrzymał tytuł profesora, od 2004 jest dyrektorem Instytutu. W latach 1995–2003 pracował także w Instytucie Fizyki Uniwersytetu Śląskiego w Katowicach.
W swoich pracach zajmuje się teorią produkcji i rozpadów ciężkich kwarków, masą i oscylacją neutrin.
W 2007 otrzymał Nagrodę im. Mariana Mięsowicza za pracę QCD Corrections to Semileptonic Decays of Heavy Quarks, opublikowaną w 1989. W 2013 został odznaczony Krzyżem Kawalerskim Orderu Odrodzenia Polski (M.P. z 9 czerwca 2014, nr 435).